# Sore
Sore település Franciaországban, Landes megyében. Lakosainak száma 1162 fő (2022. január 1.). Sore Bourideys, Saint-Symphorien, Argelouse, Belhade, Callen, Luxey, Pissos, Trensacq és Sabres községekkel határos.

## Népesség
A település népessége az elmúlt években az alábbi módon változott:
| Lakosok száma | 933  | 843  | 883  | 985  | 1071 | 1090 | 1122 | 1153 | 1156 | 1162 |
|               | 1968 | 1982 | 1990 | 2006 | 2013 | 2015 | 2017 | 2019 | 2020 | 2022 |